# Spilosoma subjecta
Spilosoma subjecta är en fjärilsart som beskrevs av Walker 1865. Spilosoma subjecta ingår i släktet Spilosoma och familjen björnspinnare. Inga underarter finns listade i Catalogue of Life.